# Franz Alexander
Franz Alexander, nascido Ferenc Gábor Alexander (Budapeste, 22 de janeiro de 1891 — Palm Springs, 8 de março de 1964) foi um médico e psicanalista húngaro judeu radicado nos Estados Unidos.
Ele é considerado o fundador da medicina psicossomática de base analítica e da criminologia psicanalítica.

## Obras
- 1931, The Criminal, the judge and the public: A psychological analysis. (Together with Hugo Staub. Orig. ed. transl. by Gregory Zilboorg).
- 1960, The Western mind in transition : an eyewitness story.  New York: Random House.
- 1961, The Scope of psychoanalysis 1921 - 1961: selected papers. 2. pr. New York: Basic Books.
- 1966, Psychoanalytic Pioneers de Franz Alexander (autor), Samuel Eisenstein (autor), Martin Grotjahn (editor), New York; London: Basic Books. También Transaction Publishers,U.S. (April 1995), ISBN 1-56000-815-6 (10), ISBN 978-1-56000-815-6 (13)

- The corrective emotional experience (1946) (capítulos 2, 4 y 17 del libro de Franz Alexander
- 1968, The history of psychiatry; An evaluation of psychiatric thought and practice from prehistoric times to the present. By Franz G. Alexander and Sheldon T. Selesnick. New York [etc.]: New American Libr.
- 1969 [c1935] (with William Healy) Roots of crime: psychoanalytic studies, Montclair NJ: Patterson Smith.
- 1980, Psychoanalytic therapy. Principles and application. Franz Alexander and Thomas Morton French.
- 1984, The medical value of psychoanalysis. New York: Internat. Universities Pr., 1984. ISBN 0-8236-3285-7.
- 1987, Psychosomatic Medicine: Its Principles and Applications. 2nd. ed., New York; London: Norton. ISBN 0-393-70036-4.